# Simplenote
Simplenoteとは、Automattic社が開発・提供しているノートを取るソフトウェアないしウェブサービスである。

## 概要
Simplenoteは名前通りシンプルにノートを取る機能を提供している
。記録したノートはすべてクラウドに同期される。また、Markdownに対応している。無料でアカウントを登録すればWindows、macOS、Linux、iOS、Androidなどクロスプラットフォームで使え、ウェブブラウザからアクセスすれば環境に拘わらず使える。
ノートに履歴（ヒストリー）機能がついており、過去のバージョンを手軽に復元できるのも特徴。
Google Keep等と異なり、画像や音声の挿入機能はなく文字のみである。
競合するサービスとしてはMicrosoft OneNote、Evernote、Google Keep、Boostnoteなどが挙げられる。

## 例による機能の説明
初めてSimplenoteを利用する時は（Version 1.9.0、2019年）、ユーザーのEメール先を記入すると一時的なパスワードが提示されるのでそれを使い、あとでEメール先に自分のパスワードを登録できるWebアドレスが送られてくる。

### 基本機能
各ノートを作る時は、最初の行が題名のようになる。タグを利用しない場合は、ノートの並ぶ順序は作成日時順、更新日時順、アルファベット順（各ノートの一行目の題名を1.、2.、3.などで始めるといい）から選べる。
タグ付けを利用する場合は、各ノートの最後の行にタグを付けて、様々なノートの分類として利用できる。「英語の詩」として、Pippa passesで始まるノートを次のように作る。
```
英語の詩
　私の好きないくつかの英語詩。
From "Pippa Passes"
  by Robert Browning (1812-1889) 
The year's at the spring 
And day's at the morn; 
Morning's at seven; 
The hill-side's dew-pearled.
（略）
詩集

```

次に同じようにして、日本語の詩、漢詩などもノートとして作り、各画面の一番下に「詩集」というタグを付けるとする。また、「歌集」というタグを付けたノートもいくつか作るとする。
各ノートを見る時には、画面の左上のハンバーガーメニュー（三本の横線）をクリックすると、左のサイドバーとして「全ノート」、「詩集」、「歌集」、「タグのないノート」」が示されるので、
```
全ノート（All Notes）
削除（Delete）
タグ（TAGS）
　詩集
　歌集
タグのないノート

```

ここで「詩集」をクリックするとにサイドバーに英語の詩、日本語の詩、漢詩などノートの題名が示されるので、それからクリックして選んでノートの内容を見ることができる。
```
英語の詩　　　　　　　　　　　　｜
　私の好きないくつかの英語詩。　｜　英語の詩
日本語の詩　　　　　　　　　　　｜　　私の好きないくつかの英語詩。
　私の好きないくつかの日本語詩。｜　From "Pippa Passes"
漢詩詩　　　　　　　　　　　　　｜　  by Robert Browning (1812-1889) 
　私の好きないくつかの漢詩。　　｜　The year's at the spring 
　　　　　　　　　　　　　　　　｜　And day's at the morn;
（略）　　　　　　　　　　　　　｜　（略）

```

サイドバーのタグのリストは、編集（Edit）ボタンをクリックして、タグ名を変えたり、ドラッグ＆ドロップして順序を変えたりできる。このようにして、タグ付けで数あるノートを分類できて、また全ノートまたは各タグ（分類）毎に検索もできる。
SimplenoteのWindows版、MacOS版、Linux版は以上のようになるが、スマホ版およびiPad版では、上のようなサイドバーはなくて、サイドバーは別の一つの画面になる。

### その他機能
ファイル（File）が基本画面の上方にあり、そこでエキスポート（Export）を選んでバックアップを保存したり（ZIP形式）、インポート（Import）でEvernoteのファイルやSimplenoteのバックアップから輸入、テキスト形式から輸入したり、印刷（Print）したりできる。
マークダウン機能（HTMLの簡易版）は、各ノートの一番上右の「iマーク」をクリックして出る画面で有効にすると、章立てや節立て、太字・斜体にしたりなどより細かな編集ができて、スマホやiPadなどで左右にスワイプすると編集結果が綺麗に見える。マークダウン機能は完全な形というものはなく、例えば日本語ノート内で「#第1レベル（章）の題名#」や「##第2レベル（節）の題名##」が働かない場合は、次の行にそれぞれ「連続した等号=」や「連続したハイフン-」を書く代用がある。しかし、iPad版やスマホ版では、いくつか使えない機能があり、詩や歌詞をノートに入れるのには適していない。
シェア（Share）は、各ノートの一番上にあり、共同作業ユーザーのEメール先を書いて、共同でそのノートを作成することもできる。

### 競合製品
- Boostnote
- Evernote
- Google Keep
- Microsoft OneNote
- Notion
- Zoho Notebook
- Note-takingソフトウェア (Comparison of note-taking software)